# Бхакараму
Бхакараму — бха, буква алфавита телугу,  обозначает придыхательный звонкий губно-губной взрывной согласный.
Гунинтам:  భ, భా, భి, భీ, భు, భూ, భె, భే, భై, భొ, భో, భౌ.
Подстрочная буква «бха» называется бхаватту:

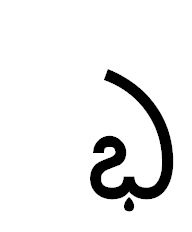
Бхаватту (телугу)
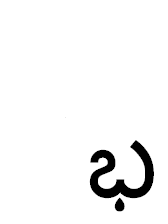
Бхаотту (каннада)
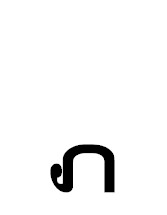
Тьенг пхо (кхмерский)